# Diaphus danae
Diaphus danae és una espècie de peix de la família dels mictòfids i de l'ordre dels mictofiformes.
Els adults poden assolir 12,6cm de longitud total. És un peix marí i d'aigües profundes que viu fins als 350 m de fondària, al sud d'Austràlia.
És depredat per Cyttus traversi, Macruronus novaezelandiae i Helicolenus percoides.